# Arroyo de los Patos
Arroyo de Los Patos es una localidad situada en el departamento San Alberto, provincia de Córdoba, Argentina.
Se encuentra ubicada sobre la ruta provincial N.º 14, a 160 km de la Ciudad de Córdoba.
La localidad es atravesada por el río de Los Sauces, una de sus principales atracciones turísticas.

## Historia
Arroyo de los Patos nació a principios del siglo pasado de la mano de don David López, un artesano en cueros crudos, hilados y tejidos en lana.
Uno de los hijos de don David, Gregorio, al recorrer esas tierras comprobó Ia fertilidad de las mismas y la existencia de aguas constantes, esto hizo que decidiera explotar el lugar.

## Geografía

### Población
Cuenta con 1394 habitantes (Indec, 2022), lo que representa un incremento del 13,9% frente a los 1000 habitantes (Indec, 2010) del censo anterior.
| Gráfica de evolución demográfica de Arroyo de Los Patos entre 1991 y 2022 |
|                                                                           |
| Fuente: Censos nacionales del INDEC                                       |

### Clima
En Arroyo de los Patos el clima es saludable. Los días son radiantes y las noches frescas, con bajos porcentajes de humedad. Y gracias a las altas concentraciones de ozono y la baja contaminación ambiental en el valle se respira aire puro.
En la zona en la cual está enclavada la localidad, existe un microclima que hace que la temperatura promedio anual sea de 25 °C, y que haya 320 días soleados al año. El período de lluvias es de noviembre a marzo.

### Sismicidad
La sismicidad de la región de Córdoba es frecuente y de intensidad baja, y un silencio sísmico de terremotos medios a graves cada 30 años en áreas aleatorias. Sus últimas expresiones se produjeron:
- 22 de septiembre de 1908 (116 años), a las 17.00 UTC-3, con 6,5 Richter, escala de Mercalli VII; ubicación 30°30′0″S 64°30′0″O / -30.50000, -64.50000; profundidad: 100 km; produjo daños en Deán Funes, Cruz del Eje y Soto, provincia de Córdoba, y en el sur de las provincias de Santiago del Estero, La Rioja y Catamarca[3]

- 16 de enero de 1947 (78 años), a las 2.37 UTC-3, con una magnitud aproximadamente de 5,5 en la escala de Richter (terremoto de Córdoba de 1947)[2]

- 28 de marzo de 1955 (70 años), a las 6.20 UTC-3 con 6,9 Richter: además de la gravedad física del fenómeno se unió el desconocimiento absoluto de la población a estos eventos recurrentes (terremoto de Villa Giardino de 1955)

- 7 de septiembre de 2004 (20 años), a las 8.53 UTC-3 con 4,1 Richter

- 25 de diciembre de 2009 (15 años), a las 21.42 UTC-3 con 4,0 Richter

## Economía
La principal actividad económica de la localidad es el turismo junto a la elaboración de productos artesanales como dulces caseros, mates, miel, etc.
La agricultura y la ganadería también tienen relevancia en la economía local.